# Los hombres sólo piensan en eso
Los hombres sólo piensan en eso es una película de comedia picaresca argentina, cuyos protagonistas principales son el dúo cómico de Alberto Olmedo y Jorge Porcel, estrenada el 2 de septiembre de 1976.

## Argumento
Alberto y Jorge son dos típicos "chantas", que se dedican a engañar a las personas junto a otro amigo, apodado "Palomita". Un día "Palomita" se hace acreedor de un premio consistente en dólares y dos pasajes a Caracas,pero resulta que este se descompone y muere. Su último deseo comunicado a sus amigos Alberto y Jorge es que se encarguen del cuidado de su hermana. Al conocerla resulta ser una muy bella muchacha, con la que ambos se involucran. Luego junto con ella se meten en problemas con un grupo de delincuentes y deben abandonar el país, tomando un vuelo a Caracas, donde llegan haciéndose pasar por una vedette argentina y sus dos representantes.

## Reparto
- Jorge Porcel - Jorge
- Alberto Olmedo - Alberto
- Susana Giménez - Susana
- Jorge Palacios
- Emilio Vidal
- Patricia Dal
- Verónica Lange
- Virgilio Galindo
- Luis Calderón
- Ricardo Trigo
- Ante Garmaz
- Susana Traverso
- Julio Lopez - "Palomita"